# Simulium perplexum
Simulium perplexum är en tvåvingeart som beskrevs av Shelley, Maia-herzog och Luna Dias 1989. Simulium perplexum ingår i släktet Simulium och familjen knott.
Artens utbredningsområde är Guyana. Inga underarter finns listade i Catalogue of Life.